# Superkup na Makedonija
Superkup na Makedonija (vo fudbal) (makedonsky Суперкуп на Македонија (во фудбал)) je severomakedonský fotbalový Superpohár, jednozápasová soutěž hraná mezi kluby, z nichž jeden je aktuálním vítězem severomakedonské nejvyšší ligy a druhý vítězem severomakedonského fotbalového poháru.
Superkup na Makedonija se hraje od roku 2011.

## Přehled zápasů
Zdroj: 
| Rok  | Vítěz                     | Výsledek              | Poražený               |
| ---- | ------------------------- | --------------------- | ---------------------- |
| 2011 | FK Škendija 79 Tetovo (M) | 2:1                   | FK Metalurg Skopje (P) |
| 2012 | nehrálo se                | nehrálo se            | nehrálo se             |
| 2013 | FK Vardar (M)             | 1:0                   | FK Teteks (P)          |
| 2014 | nehrálo se                | nehrálo se            | nehrálo se             |
| 2015 | FK Vardar (M)             | 1:1 prodl. (4:3 pen.) | FK Rabotnički (P)      |

Vysvětlivky:
- (M) - mistr makedonské nejvyšší ligy
- (P) - vítěz makedonského fotbalového poháru